# Gråtrutskomplexet

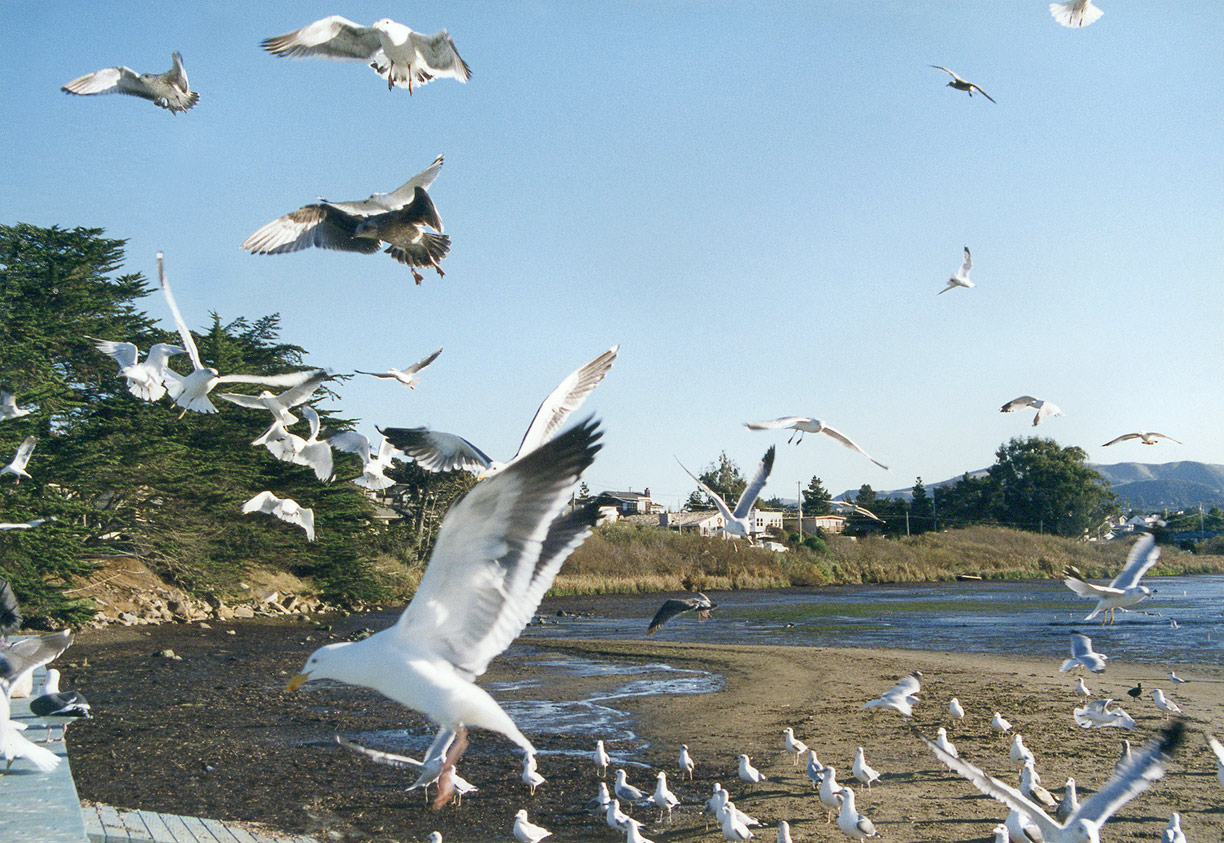
Gråtrutar av den nordamerikanska arten kanadatrut (december 1994, Kalifornien).

Gråtrutskomplexet (Larus argentatus-cachinnans-fuscus), alternativt sill- och gråtrutskomplexen, är en term som används inom ornitologi och taxonomi kring en stor grupp med arter och underarter av gråmantlade trutar.

## Klassifikationshistorik
Gråtrutskomplexet har länge tjänat som exempel på diskussionerna som förs kring det biologiska artbegreppet. På grund av nya rön har flera populationer som tidigare sågs som underarter till gråtruten fått artstatus. Det pågår mycket forskning kring indelningen av denna grupp och det finns flera olika åsikter.

### Tidiga studier
Exempelvis bestämde Sveriges ornitologiska förening (sedan 2014 Birdlife Sverige) 2003 att dela upp arten gråtrut i de fyra arterna gråtrut (Larus argentatus), kaspisk trut (Larus cachinnans), medelhavstrut (Larus michaellis) och armenisk trut (Larus armenicus).
AERC's Taxonomic Advisory Committee (TAC), som består av taxonomiska kommittéer från de fem länderna Storbritannien, Tyskland, Frankrike, Nederländerna och Sverige, rekommenderade sedan att även kanadatrut (L. smithsonianus) och de två östsibiriska gråa trutarna vegatrut (L. vegae) och mongoltrut (L. mongolicus) ska behandlas som egna arter.

### 2010-talet
De olika arterna har i få fall blivit föremål för större fältstudier, vilket komplicerar noggrannheten i klassificeringen. Arterna och underarterna i släkte Larus är också evolutionsmässigt unga.
Gråtrutens tidigare underarter vegae och mongolicus anses behöva särskiljas från arten gråtrut. Vegae framträdde – i lag med bland andra fuscus, heuglini och smithsonianus – genom att en kaspisk klad spreds norr- och österut. Vegae och smithsonianus skiljs åt av Berings sund och anses inom ornitologin bete sig som två olika arter. 2016 beslöt BS taxonomikommitté att åtminstone rekommendera en utbrytning av vegae till en monotypisk art med namnet vegatrut (Larus vegae).
I områdena kring Bajkalsjön lever den isolerade underarten mongolicus. Genetiska studier ger vid handen att den antingen uppkommit ur skiffertrut (Larus schistisagus) eller vegatrut, att någon av dessa spritt sig österut och därefter utvecklats vidare i isolering. Rekommendationen från BS från 2016 var att även låta mongolicus brytas ut till den nya arten mongoltrut (Larus mongolicus).
Silltruten har hittills inkluderat de tre väst- och nordeuropeiska underarterna graellsii, intermedius och fuscus, heuglini (lever från Kolahalvön till Tajmyrhalvön) samt barabensis (Centralasien). De olika populationerna av fuscus och heuglini möts öster om Kolahalvön, men genom bland annat olika födosöksstrategier och valda habitat hålls de åtskilda. Heuglini och graellsii har i sin tur olika strategier vad gäller ruggning. 2016 bröt Birdlife Sverige även ut heuglini i den nya arten tundratrut (Larus heuglini).
Längre söderut förekommer underarten barabensis, med ett häckningsområde från sydöstra delen av Uralbergen till norra Kazakstan. Någon ny "stäpptrut" förelås inte från BS, i avvaktan på vidare studier, och tills vidare inordnas den som en underart inom tundratrut. En annan underart till tundratrut är den omdiskuterade varieteten "taimyrensis"; den kan möjligen ha uppkommit som en hybrid mellan tundra- och vegatrut.

## Arter och underarter som brukar omfattas igråtrutskomplexet

Gråtrutskompleхet uttryckt som "ringart", en idag mycket ifrågasatt teori.
1 : Larus argentatus argentatus, 2: Larus fuscus (sensu stricto), 3 : Larus fuscus heuglini, 4 : Larus argentatus birulai, 5 : Larus argentatus vegae, 6 : Larus argentatus smithsonianus, 7 : Larus argentatus argenteus

Nedan listas de allmänt accepterade arterna alfabetiskt efter svenskt trivialnamn. Nyare och mindre etablerade artnamn listas med trivialnamn men inordnat under den tidigare huvudarten.
- armenisk trut (Larus armenicus)
- gråtrut (Larus argentatus)
  - Larus argentatus argentatus
  - Larus argentatus argenteus
  - kanadatrut (Larus smithsonianus; tidigare Larus argentatus smithsonianus)
  - vegatrut (Larus vegae; tidigare Larus argentatus vegae)
- kaspisk trut (Larus cachinnans)
  - Larus cachinnans barabensis
  - Larus cachinnans cachinnans
  - mongoltrut (Larus mongolicus; tidigare Larus cachinnans mongolicus)
- medelhavstrut (Larus michahellis) 
  - Larus michahellis atlantis
  - Larus michahellis michahellis
- silltrut (Larus fuscus)
  - Larus fuscus birulai
  - Larus fuscus fuscus
  - Larus fuscus graellsii
  - Larus fuscus intermedius
  - tundratrut (Larus heuglini; tidigare Larus fuscus heuglini)
- skiffertrut (Larus schistisagus)

## Bildgalleri

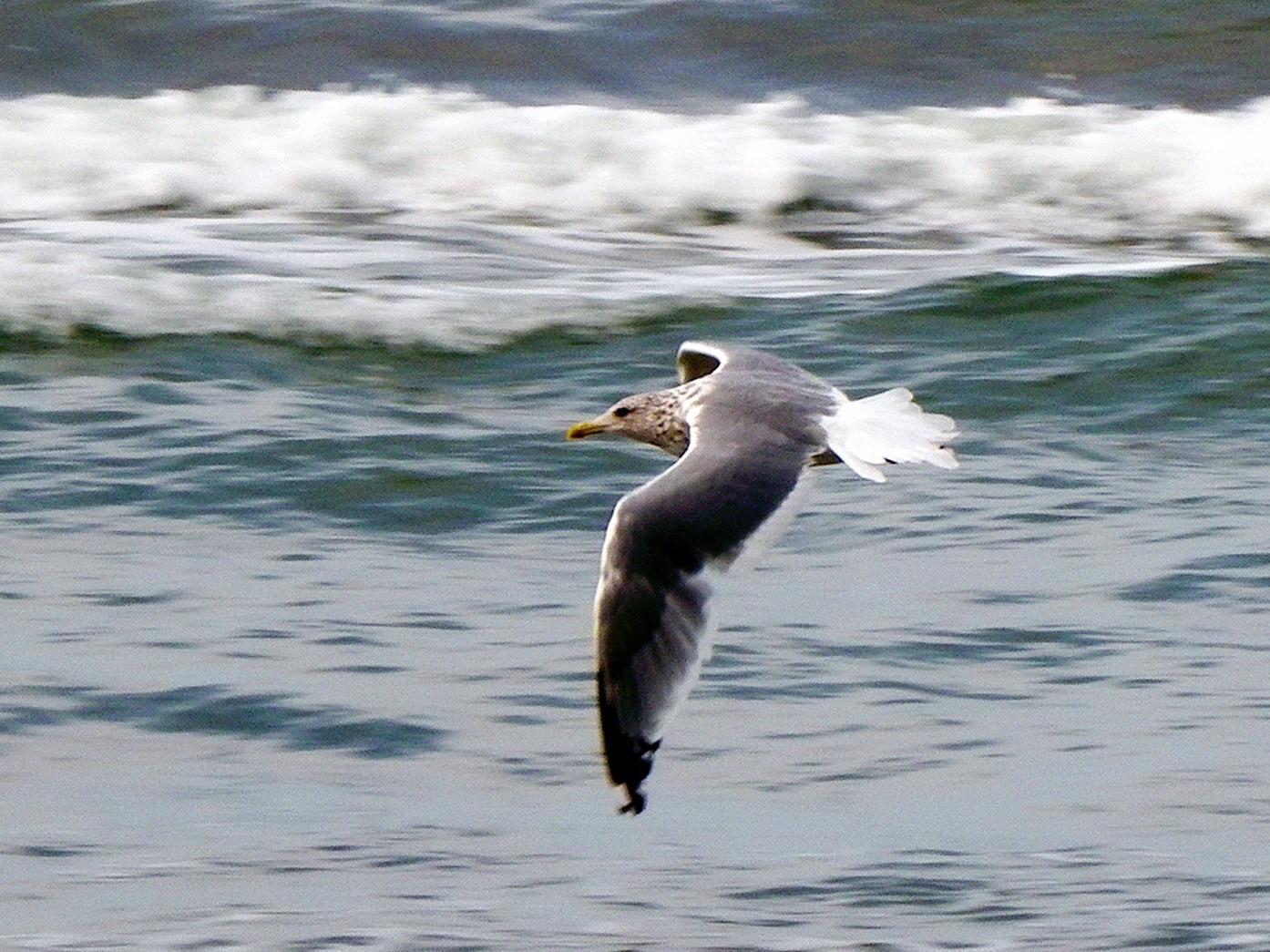
Vegatrut i november (Japan).
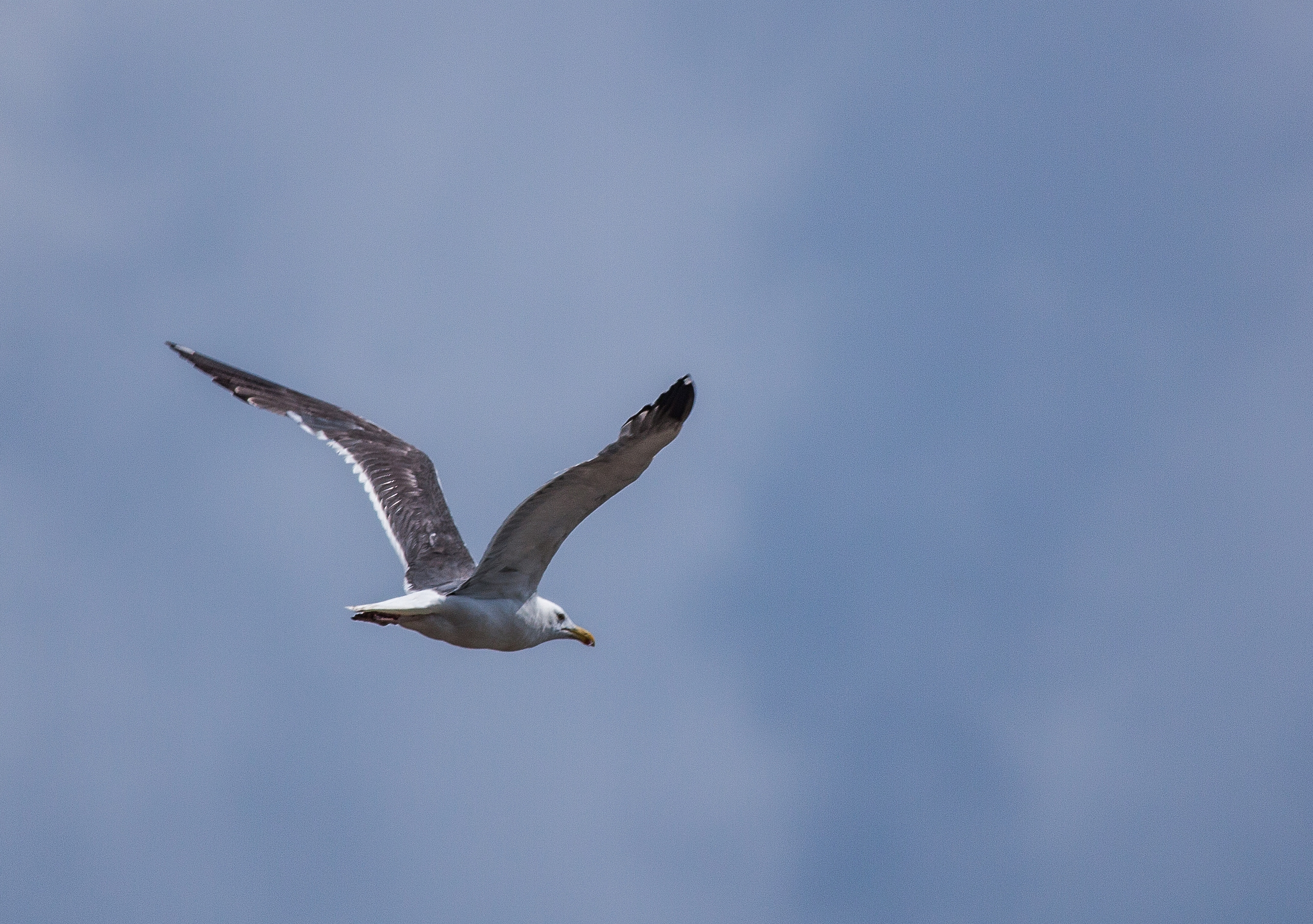
Adult tundratrut i september (Indien).
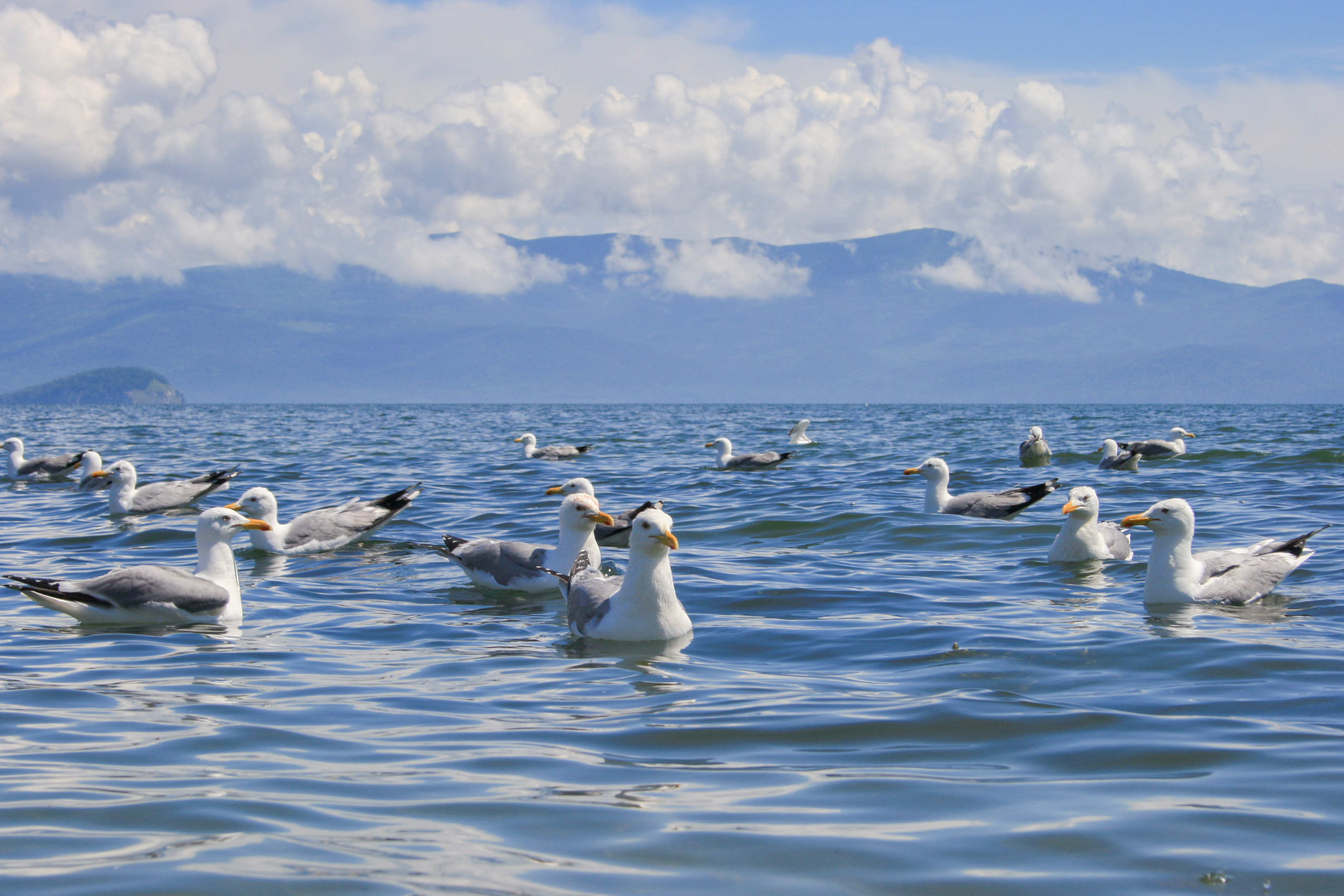
Flock adulta mongoltrutar i juli (Bajkalsjön).